# Хуго фон Хофманстал
Хуго фон Хофманстал (на немски: Hugo von Hofmannsthal) е австрийски поет, белетрист, есеист и драматург, роден във Виена в семейството на банкер от стар аристократичен род.

## Живот
Хофманстал завършва елитната Академична гимназия във Виена, където изучава италиански, френски, английски, латински и гръцки. Под влиянието на Фридрих Ницше започва да публикува (под псевдоним) още шестнадесетгодишен. Запознава се с възрастния вече Хенрик Ибсен и с Герхарт Хауптман. Но най-голямо значение за духовното му развитие има срещата със Стефан Георге в 1891 г. Хофманстал следва право във Виенския университет, но скоро напуска и поема доброволна едногодишна военна служба при драгунския полк в Брюн (днес Бърно). После Хофманстал записва френска филология и завършва с докторат. Предприема пътувания до Венеция и Париж, където се запознава с Морис Метерлинк и скулптора Огюст Роден. Приятелство го свързва с Райнер Мария Рилке и композитора Рихард Щраус, с когото осъществява редица общи проекти в сътрудничество с режисьора Макс Райнхард.

## Творчество
Ранното творчество на Хуго фон Хофманстал, създадено в маниера на сецесионния „югендстил“, е обвеяно от тъжното очарование на френския символизъм. Поет на „уморената кръв“, той отрича натурализма и застъпва естетическите идеи на Fin-de-siècle за „чисто изкуство“ . Хофманстал смята, че всеки човек, независимо от своя произход, раса и епоха, носи в себе си една първоначална, още лишена от съдба „пре-екзистенция“, която в сблъсъка с живота и в резултат на „деяния и страдания“ се превръща в осъзната „екзистенция“. Това схващане за съществуването върху тази земя позволява на поета да се приобщи към различни културни сфери – в творчеството му се долавят влияния от Еврипид, средновековната лирика на минезингерите и австрийската барокова книжовност, но също и от Шекспир, Гьоте, Стефан Георге, Райнер Мария Рилке. Въпреки това многообразие от въздействия Хофманстал рано постига свой собствен стил и индивидуален художествен изказ.
Поетическата слава на Хофманстал се гради на умението да изразява тайнствените връзки на предметите с човешката душа чрез ритмично пулсираща, неизказано музикална словесна магия. Сред по-важните му произведения личат първата му драма „Вчера“ (1891), последвана от „Смъртта на Тициан“ (1892), „Безумецът и смъртта“ (1893) и „Жена на прозореца“ (1897), а също „Избрани стихове“ (1903) и повестта „Жената без сянка“ (1919).

## Признание
В 1919 г. Хуго фон Хофманстал за първи път е номиниран за Нобелова награда, но и при следващите номинации не получава отличието.
Двамата
Тя стискаше бокала в крехка длан

- а устните ѝ се топяха в блян, –

тъй леко, сигурно вървеше тя,

че даже капчица не се разля.

Тъй лека, с мощ бе неговата длан:

той яздеше пламтящ жребец умело

и с жест небрежен го застави смело

да спре треперещ като закован.

Но щом от нейната гореща длан

пое бокала лек, за миг в тъмата

той тежък стана за една ръка,

Понеже двама тръпнеха така,

че всяка длан протегна се без свян -

и тъмно вино плисна на земята.

1895

## На български
- Хуго фон Хофманстал, Съчинения в проза. Превод от немски Иво Милев. София: Захари Стоянов, 2002, 254 с. (ISBN 954-739-307-3)

## За него
- Koch, Hans-Albrecht. Hugo von Hofmannsthal. Dtv, München 2004, ISBN 3-423-31018-9.
- Mayer, Mathias. Hugo von Hofmannsthal. Metzler, Stuttgart 1993, ISBN 3-476-10273-4
- Gottfried, Paul. „Hugo von Hoffmannsthal and the Interwar European Right.“ Modern Age 49.4 (2007): 508+ online
- Broch, Hermann. Hofmannsthal und seine Zeit – Eine Studie. Herausgegeben und mit einem Nachwort versehen von Paul Michael Lützeler. Bibliothek Suhrkamp. Frankfurt am Main 2001, ISBN 978-3-518-22342-0 (verfasst 1947/1948, първо изд. 1955)
- McClatchy, J. D. (editor). The Whole Difference: Selected Writings of Hugo von Hofmannsthal, Princeton University Press, 2008, ISBN 978-0-691-12909-9. Chapter 1 contains a brief biography
- Junk, Anke. Andreas oder Die Vereinigten von Hugo von Hofmannsthal: eine kulturpsychoanalytische Untersuchung. Hannover, Impr. Henner Junk, 2015, OCLC 1002264029
- Schorske, Carl E. Fin-de-siècle Vienna: Politics and Culture, 1980
- Stork, Charles Wharton. The Lyrical Poems of Hugo Von Hofmannsthal, 1918
- Volke, Werner. Hugo von Hofmannsthal. Rowohlt, 1967
- Weiss, Winifred. Comparative Literature. Vol. 25, no. 1. (Winter, 1973), pp. 60–67